# 此岸礼讃
『此岸礼讃』（しがんらいさん）は人間椅子の16枚目のオリジナルアルバムであり、ベスト盤などを含む通算で20枚目の作品である。
2016年にはHQCDで再発された。

## 解説
前年の初のライブ・アルバム『疾風怒濤〜人間椅子ライブ!ライブ!!』を挟んで、約1年9か月ぶりに発表された作品。前作同様に和嶋の作詞が13曲中12曲とほとんどを占め、「深淵」を上回る最長ランニングタイムの「春の匂いは涅槃の薫り」（9分45秒）が収録されているが、音楽性はナカジマノブ加入以降の特徴である王道のハードロック、ロックンロールへの回帰志向がより突きつめられ、楽曲自体はいつになくシンプルな構成をとっている。また楽曲の題名はかつての楽曲を想起させるフレーズが用いられており、ある種記念的な意味合いをこめた作品であるとも言える。

## 収録曲
| 全編曲: 人間椅子。 |                                                        |          |          |      |
| #                  | タイトル                                               | 作詞     | 作曲     | 時間 |
| 1.                 | 「沸騰する宇宙」                                       | 和嶋慎治 | 和嶋慎治 | 6:06 |
| 2.                 | 「阿呆陀羅経」(関連アルバム: 真夏の夜の夢)             | 和嶋慎治 | 和嶋慎治 | 3:35 |
| 3.                 | 「あゝ東海よ今いずこ」                                 | 和嶋慎治 | 鈴木研一 | 4:51 |
| 4.                 | 「光へワッショイ」                                     | 和嶋慎治 | 和嶋慎治 | 4:56 |
| 5.                 | 「ギラギラした世界」                                   | 和嶋慎治 | 鈴木研一 | 4:29 |
| 6.                 | 「春の匂いは涅槃の薫り」(関連アルバム: 無限の住人)     | 和嶋慎治 | 和嶋慎治 | 9:45 |
| 7.                 | 「悪魔と接吻」                                         | 和嶋慎治 | 和嶋慎治 | 3:26 |
| 8.                 | 「泣げば山がらもっこ来る」(関連アルバム: 踊る一寸法師) | 和嶋慎治 | 鈴木研一 | 4:30 |
| 9.                 | 「胡蝶蘭」                                             | 和嶋慎治 | 和嶋慎治 | 8:39 |
| 10.                | 「地底への逃亡」                                       | 和嶋慎治 | 鈴木研一 | 5:15 |
| 11.                | 「愚者の楽園」(関連アルバム: 桜の森の満開の下)         | 和嶋慎治 | 和嶋慎治 | 4:53 |
| 12.                | 「地獄のロックバンド」                                 | 鈴木研一 | 鈴木研一 | 2:40 |
| 13.                | 「今昔聖」                                             | 和嶋慎治 | 和嶋慎治 | 5:24 |

## 演奏者
- 和嶋慎治 - ギター、ボーカル
- 鈴木研一 - ベース、ボーカル
- ナカジマノブ - ドラムス、ボーカル